# 仲間裕子
仲間 裕子（なかま ゆうこ、1953年 - ）は、日本の西洋美術史の研究者。立命館大学教授。専門はドイツ美術史。

## 来歴
1977年津田塾大学学芸学部卒、1991年大阪大学大学院文学研究科博士課程中退。大阪大学文学部助手、大谷女子短期大学国際文化学科専任講師を経て、立命館大学産業社会学部助教授、教授。2006年「カスパー・ダーヴィト・フリードリヒ：視覚と構成の風景画」で大阪大学より博士 (文学)学位を取得。

## 著書
- Caspar David Friedrich und die Romantische Tradition: Morderne des Sehens und Denkens, Reimer Verlag, Berlin, 2011.
- 『C.D.フリードリヒ 画家のアトリエからの眺め 視覚と思考の近代』（三元社） 2007年3月
- 『フーゴ・フォン・チューディ ドイツ美術のモダニズム』（水声社） 2022年3月

### 共編著
- 『美術史をつくった女性たち モダニズムの歩みのなかで』（神林恒道共編著、勁草書房） 2003年12月
- 『芸術はどこから来てどこへ行くのか』（大森淳史, 岡林洋共編著、晃洋書房） 2009年5月
- 『自然の知覚 風景の構築。グローバル・パースペクティヴ』（ハンス・ディッケル共編、三元社） 2014年3月
- 『風景の人間学 自然と都市、そして記憶の表象』（竹中悠美共編 、三元社） 2020年3月

## 翻訳
- 『ドイツ人とドイツ美術 やっかいな遺産』（ハンス・ベルティング、晃洋書房） 1998年5月
- 『ドイツ・ロマン派風景画論 新しい風景画への模索』（神林恒道共編訳、三元社） 2006年11月
- 『イメージ人類学』（ハンス・ベルティンク、平凡社） 2014年10月